# Linet Kwamboka
Linet Kwamboka est une informaticienne kenyane, présidente et fondatrice de l’entreprise DataScience Limited. 
Elle est reconnue pour son travail de sensibilisation poussant à encourager les jeunes filles à s’intéresser au secteur de l’informatique.

## Biographie

### Enfance
Elle naît dans le comté de Nyamira, à l’Ouest du Kenya, dernière d’une fratrie de huit enfants.

### Formation
Elle obtient une licence d’informatique à l’université de Nairobi en 2008,, apprenant également le data mining et l’analyse de données. Elle-même s’intéresse plutôt au droit, admirant en particulier Condoleezza Rice, mais son père l’encourage à étudier l’informatique.

### Carrière
De 2008 à 2014, elle mène l’initiative Open Data du Kenya, encourageant le gouvernement kenyan à ouvrir l’accès à ses informations. Elle travaille avec la Banque mondiale pour mettre en place un partenariat avec le gouvernement. Elle reçoit un budget de 7 millions de dollars pour mener un projet de données ouvertes au niveau national. Elle intègre directement le gouvernement kenyan pour la suite du projet en 2011. Elle reçoit ensuite une bourse de l’université Carnegie-Mellon puis de l’université Stanford pour étudier le génie logiciel,.
En 2013, à 25 ans, elle fonde l’entreprise DataScience Limited, qui s’intéresse aux analyses de données et aux règlementations s’applicant à l’open source.
En 2017, elle devient l’une des dix premières personnes recevant la bourse Mozilla Tech Policy Fellowship, créée par la Mozilla Foundation. 
Elle est reconnue par l’ambassade américaine au Kenya pour son travail de sensibilisation poussant à encourager les jeunes filles à s’intéresser au secteur de l’informatique.
Elle dirige le World Data Lab–Afrique.

## Prix et récompenses
- 2017 : bourse Mozilla Tech Policy Fellowship[5]
- Août 2018 : liste des 100 personnes les plus influentes du gouvernement numérique, compilée par l’association Apolitical[8],[9]
- Finaliste du prix Bloomberg des champions de l’open data mondiale[7]